# 광 컴퓨터
광 컴퓨터(optical computer)는 디지털 컴퓨터에서 흔히 볼 수 있는 산술 연산과 논리 연산을 수행하는데 빛(광섬유)과 광집적회로(Optical IC)를 이용하는 컴퓨터이다. 빛이라고 해서 우리가 보는 일반적인 빛은 아니고, 특수하게 처리된 레이저를 쓰는 것이다.
한 개로 전기통신 회선보다 많은 중복 통신이 가능하다.
빛의 가장 큰 특징인 고속성이나 병렬성을 살려 논리·연산을 하는 초고속·초대용량의 컴퓨터의 실현이 가능할 것으로 예상되고 있다. 이러한 컴퓨터 구조에 대한 접근 방법으로서 3개 방식이 고려되고 있는데, 첫째 종래의 소자를 광(光) 소자로 대치한 디지털 소자를 개발하고, 그에 의해 시계열을 디지털 처리를 하는 것으로 현재의 컴퓨터에 가장 가까운 방법인 광신호의 순차적 디지털 처리 방식과, 둘째 빛과 렌즈를 조합시켜서 2차원 처리에 의한 광신호의 병렬 아날로그 처리하는 방식, 셋째 광신호의 병렬 디지털 처리를 하는 방식이다.
전선(電線) 대신 광섬유에 광신호로 동작하는 논리소자를 접속시켜 기억·연산·제어 등의 광회로에 의해 조작하는 컴퓨터로서, 회로 1개로 전기통신 회선보다 많은 중복 통신을 가능하게 하고, 광신호를 사용하여 데이터의 기억·연산을 행하는 논리소자를 이용하며, 레이저 광선을 이용한 홀로그램 메모리, 유리반도체 메모리 등도 개발되고 있다.